# Sekardadi (Kintamani)
Sekardadi is een bestuurslaag in het regentschap Bangli van de provincie Bali, Indonesië. Sekardadi telt 1853 inwoners (volkstelling 2010).